# Куликова, Екатерина Юрьевна
Екатерина Юрьевна Куликова (род. 3 мая 1968 года) — российская легкоатлетка, специализирующаяся в беге на 400 метров, заслуженный мастер спорта России, заслуженный тренер России. Чемпионка мира в помещении 1995 года в эстафете 4×400 м. Участница Олимпийских игр 1996 года в Атланте. Двукратная чемпионка России в эстафете 4×400 м (1993, 1997).

## Биография
Екатерина Юрьевна Куликова родилась 3 мая 1968 года. На чемпионатах России представляла Санкт-Петербург. В середине 1990-х годов входила в эстафетную команду России в беге на 400 метров.
После окончания спортивной карьеры стала работать тренером в ШВСМ по легкой атлетике в Санкт-Петербурге.
Среди её воспитанников: призёр Олимпийских игр и четырёхкратная чемпионка мира Наталья Антюх, призёры чемпионатов России Карина Трипутень, Екатерина Галицкая, Анастасия Григорьева, Светлана Титова и другие спортсмены.

## Основные результаты

### Международные
| Год  | Соревнования               | Место проведения   | Дисциплина       | Результат | Время   |
| ---- | -------------------------- | ------------------ | ---------------- | --------- | ------- |
| 1995 | Чемпионат мира в помещении | Барселона, Испания | эстафета 4×400 м | 1         | 3:29,29 |
| 1996 | Олимпийские игры           | Атланта, США       | эстафета 4×400 м | 5         | 3:22,22 |
| 1997 | Чемпионат мира             | Афины, Греция      | эстафета 4×400 м | 4         | 3:21,57 |
| 1998 | Чемпионат Европы           | Будапешт, Венгрия  | эстафета 4×400 м | 2         | 3:23,56 |
| 1998 | Чемпионат Европы           | Будапешт, Венгрия  | 400 м            | 15 (sf)   | 53,25   |

### Национальные
| Год  | Соревнования                 | Место проведения | Дисциплина       | Результат | Время   |
| ---- | ---------------------------- | ---------------- | ---------------- | --------- | ------- |
| 1993 | Чемпионат России             | Москва           | эстафета 4×400 м | 1         | 3:32,68 |
| 1994 | Чемпионат России             | Санкт-Петербург  | эстафета 4×400 м | 2         | 3:36,79 |
| 1995 | Чемпионат России в помещении | Волгоград        | 400 м            | 3         | 53,42   |
| 1995 | Чемпионат России             | Москва           | эстафета 4×400 м | 3         | 3:32,69 |
| 1996 | Чемпионат России в помещении | Москва           | 400 м            | 2         | 52,71   |
| 1996 | Чемпионат России             | Санкт-Петербург  | 400 м            | 2         | 51,42   |
| 1997 | Чемпионат России             | Тула             | эстафета 4×400 м | 1         | 3:29,36 |
| 1998 | Чемпионат России             | Москва           | 400 м            | 2         | 51,85   |
| 2001 | Чемпионат России             | Тула             | эстафета 4×400 м | 2         | 3:33,07 |

## Известные воспитанники
- Наталья Антюх
- Карина Трипутень
- Екатерина Галицкая

## Награды
- Медаль ордена «За заслуги перед Отечеством» II степени (2006)[9].
- Орден Дружбы (2013)[10].
- Почётный знак «Лучший в спорте Санкт-Петербурга»[11].